# خوسيه لويس رومو مارتين
خوسيه لويس رومو مارتين (بالإسبانية: José Luis Romo Martín)‏ هو فنان مكسيكي، ولد في 19 أبريل 1954 في Chilcuautla ‏ في المكسيك، وتوفي في 22 مايو 2016 في مدينة كيريتارو في المكسيك.